# Docomo NEXT series
docomo NEXT series（ドコモ・ネクスト・シリーズ）は、2011年10月18日に発表されたNTTドコモによるスマートフォンの分類のひとつである。ドコモ スマートフォンのサブカテゴリーにあたる。

## 特徴
ドコモは、ソフトバンクモバイルが日本国内で当初独占販売していたAppleの「iPhone」の爆発的普及を受け、これに対抗するためスマートフォンのラインナップを段階的に充実させ、2009年に独立したラインナップ「ドコモ スマートフォン」（第1期）として確立した。
しかしその後同業他社を含めてスマートフォンの普及が進んだことから、2011年冬季の年次大変更に際し、従来型携帯電話の上位シリーズを全廃しスマートフォンを主力に位置付けた上で、機能別に「docomo with series」「docomo NEXT series」という2つのシリーズに分割する措置を取った。当初のNEXTは旧来の「ドコモ スマートフォン」の流れを引き継ぐ、先進的なユーザー向けの高機能スマートフォンという位置づけであり、ワンセグやおサイフケータイといった従来型携帯電話に搭載されていた機能（いわゆるガラケー機能）を付け加えたwithとは差別化されていた。
しかしスマートフォンの普及が進むにつれ、海外メーカーも含めて高機能機種でありながらガラケー機能も充実した機種が多くなり、元々はNEXTだった機種の後継機種がwithから発売される等、その線引きが次第に曖昧になっていった結果、2013年夏モデルにて機種ラインナップが見直され、「ドコモ スマートフォン」（第2期）に再び統一される形で廃止された。
同時期に発表された機種同士を比較するとある程度の法則性が見いだせる場合もある。NEXTに分類される傾向と機種は主に以下の通り。
黎明期のサービス
XiやNOTTV（モバキャス）の黎明期においては、それらに対応した機種は全てNEXTに分類されていた。更に黎明期のXi対応機種は、ドコモ タブレットの機種も含め「～LTE」という機種名だった。
メーカーのフラッグシップシリーズ
富士通のARROWS XシリーズやシャープのAQUOS PHONE ZETAシリーズ、韓国・LGエレクトロニクスのOptimus Gシリーズといった、各メーカーにおいてシリーズ化されているフラッグシップモデルは例外なくNEXTに分類されている。
それとは逆にシリーズ化されていない場合、性能面では実質的にフラッグシップモデルであるにもかかわらずwithに分類される場合もあり（例：ZETAがシリーズ化する前のAQUOS PHONE（SH-01D）等）、withとNEXTの線引きが更に曖昧になる結果となっている。
特殊機能
何らかの特殊な機能を搭載した機種もNEXTに分類される傾向にある（例：ツインカメラ搭載のSH-12C、ゲームパッド搭載のSO-01D、大型XGAディスプレイ搭載のL-06D、2画面搭載のN-05E、等）。
海外メーカー
韓国メーカーからは、Optimusシリーズとサムスン電子のGALAXYシリーズが発売されている。OptimusシリーズからはwithとNEXTの機種が発売され、その中のOptimus Gシリーズは前述の通り必ずNEXTに分類される。一方のGALAXYシリーズは、シリーズ自体がドコモのフラッグシップモデルという性格上、最後までGALAXYシリーズからwithの機種が発売される事は無かった。
GALAXYシリーズの他にwithの機種が発売されなかったのは、カナダ・ブラックベリー（旧：リサーチ・イン・モーション）のBlackBerryシリーズのみに留まる。
※当初はスウェーデンメーカーだったソニーモバイルコミュニケーションズは、現在は日本メーカーのため注意を要する。なお、ソニーモバイルのXperiaシリーズからもwithとNEXTの機種が発売されていた。

## 機種・仕様
2011年10月よりdocomo NEXT seriesに属する2011年夏・秋モデル
- AQUOS PHONE SH-12C
- GALAXY S II SC-02C
- BlackBerry Bold 9780
- Xperia acro SO-02C

2011年冬モデル以降
| SO-01D               | Xperia PLAY ソニー・エリクソン                          | 2011年10月26日 Android 2.3                                                                  | 3G：FOMA (W-CDMA) 2G：GSM | 3.5G：FOMA (HSDPA/HSUPA)           | 無線LAN、GPS Bluetooth 2.1+EDR                                                         |
| SC-03D               | GALAXY S II LTE サムスン電子                            | 2011年11月24日 Android 2.3                                                                  | 3G：FOMA (W-CDMA) 2G：GSM | 3.9G : Xi 3.5G：FOMA (HSDPA/HSUPA) | 無線LAN、GPS、 Bluetooth 3.0+HS、NFC(決済不可)                                         |
| SC-04D               | GALAXY NEXUS サムスン電子                               | 2011年12月2日 Android 4.0                                                                   | 3G：FOMA (W-CDMA) 2G：GSM | 3.5G：FOMA (HSDPA/HSUPA)           | 無線LAN、GPS、 Bluetooth 3.0+HS、NFC(決済不可)                                         |
| N-01D                | MEDIAS PP NECカシオ                                     | 2011年12月9日 Android 2.3                                                                   | 3G：FOMA (W-CDMA) 2G：GSM | 3.5G：FOMA (HSDPA/HSUPA)           | 無線LAN、GPS、 Bluetooth 4.0、 FeliCa、ワンセグ、 赤外線通信、おくだけ充電             |
| L-01D                | Optimus LTE LGエレクトロニクス                          | 2011年12月15日 Android 2.3                                                                  | 3G：FOMA (W-CDMA) 2G：GSM | 3.9G : Xi 3.5G：FOMA (HSDPA/HSUPA) | 無線LAN、GPS、 Bluetooth 3.0、 FeliCa、ワンセグ                                        |
| F-05D                | ARROWS X LTE 富士通                                     | 2011年12月17日 Android 2.3                                                                  | 3G：FOMA (W-CDMA) 2G：GSM | 3.9G : Xi 3.5G：FOMA (HSDPA/HSUPA) | 無線LAN、GPS、 Bluetooth 2.1+EDR、 FeliCa、ワンセグ 赤外線通信                         |
| F-07D                | ARROWS μ 富士通                                         | 2012年1月20日 Android 2.3                                                                   | 3G：FOMA (W-CDMA) 2G：GSM | 3.5G：FOMA (HSDPA/HSUPA)           | 無線LAN、GPS、 Bluetooth 2.1+EDR、 FeliCa、ワンセグ、 赤外線通信                       |
| N-04D                | MEDIAS LTE NECカシオ                                    | 2012年2月15日 Android 2.3                                                                   | 3G：FOMA (W-CDMA) 2G：GSM | 3.9G : Xi 3.5G：FOMA (HSDPA/HSUPA) | 無線LAN、GPS、 Bluetooth 4.0、 FeliCa、ワンセグ 赤外線通信                             |
| SO-02D               | Xperia NX ソニーモバイル                                | 2012年2月24日 Android 2.3                                                                   | 3G：FOMA (W-CDMA) 2G：GSM | 3.5G：FOMA (HSDPA/HSUPA)           | 無線LAN、GPS、 Bluetooth 2.1+EDR                                                       |
| SH-06D               | AQUOS PHONE シャープ                                    | 2012年3月23日 Android 2.3                                                                   | 3G：FOMA (W-CDMA) 2G：GSM | 3.5G：FOMA (HSDPA/HSUPA)           | 無線LAN、GPS、 Bluetooth 3.0+EDR、 FeliCa、ワンセグ NOTTV、赤外線通信                  |
| P-04D                | パナソニック                                            | 2012年3月29日 Android 2.3                                                                   | 3G：FOMA (W-CDMA) 2G：GSM | 3.5G：FOMA (HSDPA/HSUPA)           | 無線LAN、GPS、 Bluetooth 2.1+EDR、 FeliCa                                              |
| BlackBerry Bold 9900 | BlackBerry リサーチ・イン・モーション                   | 2012年3月30日 BlackBerry OS 7.1                                                             | 3G：FOMA (W-CDMA) 2G：GSM | 3.5G：FOMA (HSDPA/HSUPA) GPRS対応  | 無線LAN、GPS、 Bluetooth 2.1+EDR、NFC(決済不可)                                        |
| SC-05D               | GALAXY Note サムスン電子                                | 2012年4月6日 Android 2.3                                                                    | 3G：FOMA (W-CDMA) 2G：GSM | 3.9G : Xi 3.5G：FOMA (HSDPA/HSUPA) | 無線LAN、GPS、 Bluetooth 3.0+HS、NFC(決済不可)、 ワンセグ                              |
| 2012年夏モデル       |                                                         |                                                                                             |                           |                                    |                                                                                        |
| SC-06D               | GALAXY S III サムスン電子                               | 2012年6月28日 Android 4.0                                                                   | 3G：FOMA (W-CDMA) 2G：GSM | 3.9G : Xi 3.5G：FOMA (HSDPA/HSUPA) | 無線LAN、GPS、 Bluetooth 4.0、 FeliCa、ワンセグ                                        |
| SH-06D NERV          | ヱヴァンゲリヲン新劇場版:Qコラボレーション シャープ     | 2012年6月29日 Android 2.3                                                                   | 3G：FOMA (W-CDMA) 2G：GSM | 3.5G：FOMA (HSDPA/HSUPA)           | 無線LAN、GPS、 Bluetooth 3.0+EDR、 FeliCa、ワンセグ NOTTV、赤外線通信                  |
| SH-09D               | AQUOS PHONE ZETA シャープ                               | 2012年6月29日 Android 4.0                                                                   | 3G：FOMA (W-CDMA) 2G：GSM | 3.9G : Xi 3.5G：FOMA (HSDPA/HSUPA) | 無線LAN、GPS、 Bluetooth 3.0+EDR、 FeliCa、ワンセグ、 赤外線通信、おくだけ充電         |
| F-10D                | ARROWS X 富士通                                         | 2012年7月20日 Android 4.0                                                                   | 3G：FOMA (W-CDMA) 2G：GSM | 3.9G : Xi 3.5G：FOMA (HSDPA/HSUPA) | 無線LAN、GPS、 Bluetooth 4.0、 おサイフケータイ、ワンセグ、 赤外線通信、おくだけ充電   |
| T-02D                | REGZA Phone 富士通                                      | 2012年7月26日 Android 4.0                                                                   | 3G：FOMA (W-CDMA) 2G：GSM | 3.9G : Xi 3.5G：FOMA (HSDPA/HSUPA) | 無線LAN、GPS、 Bluetooth 4.0、 FeliCa、ワンセグ、 NOTTV、赤外線通信                    |
| L-06D                | Optimus Vu LGエレクトロニクス                           | 2012年8月3日 Android 4.0                                                                    | 3G：FOMA (W-CDMA) 2G：GSM | 3.9G : Xi 3.5G：FOMA (HSDPA/HSUPA) | 無線LAN、GPS、 Bluetooth 3.0+HS、 FeliCa、ワンセグ、 NOTTV、赤外線通信                 |
| SO-04D               | Xperia GX ソニーモバイル                                | 2012年8月9日 Android 4.0                                                                    | 3G：FOMA (W-CDMA) 2G：GSM | 3.9G : Xi 3.5G：FOMA (HSDPA/HSUPA) | 無線LAN、GPS、 Bluetooth 3.1+EDR、 FeliCa                                              |
| P-07D                | ELUGA power パナソニック                                | 2012年8月10日 Android 4.0                                                                   | 3G：FOMA (W-CDMA) 2G：GSM | 3.9G : Xi 3.5G：FOMA (HSDPA/HSUPA) | 無線LAN、GPS、 Bluetooth 3.0+HS、 FeliCa                                               |
| L-06D JOJO           | ジョジョの奇妙な冒険コラボレーション LGエレクトロニクス | 2012年8月30日 Android 4.0                                                                   | 3G：FOMA (W-CDMA) 2G：GSM | 3.9G : Xi 3.5G：FOMA (HSDPA/HSUPA) | 無線LAN、GPS、 Bluetooth 3.0+HS、 FeliCa、ワンセグ、 NOTTV、赤外線通信                 |
| SH-10D               | AQUOS PHONE sv シャープ                                 | 2012年8月30日 Android 4.0                                                                   | 3G：FOMA (W-CDMA) 2G：GSM | 3.9G : Xi 3.5G：FOMA (HSDPA/HSUPA) | 無線LAN、GPS、 Bluetooth 3.0+EDR、 FeliCa、ワンセグ、 NOTTV、赤外線通信                |
| 2012年秋・冬モデル   |                                                         |                                                                                             |                           |                                    |                                                                                        |
| L-01E                | Optimus G LGエレクトロニクス                            | 2012年10月19日 Android 4.0                                                                  | 3G：FOMA (W-CDMA) 2G：GSM | 3.9G : Xi 3.5G：FOMA (HSDPA/HSUPA) | 無線LAN、GPS、 Bluetooth 4.0、 FeliCa、ワンセグ、 NOTTV、赤外線通信                    |
| SC-02E               | GALAXY Note II サムスン電子                             | 2012年11月16日 Android 4.1                                                                  | 3G：FOMA (W-CDMA) 2G：GSM | 3.9G : Xi 3.5G：FOMA (HSDPA/HSUPA) | 無線LAN、GPS、 Bluetooth 4.0、 FeliCa、ワンセグ                                        |
| SH-02E               | AQUOS PHONE ZETA シャープ                               | 2012年11月29日 Android 4.0                                                                  | 3G：FOMA (W-CDMA) 2G：GSM | 3.9G : Xi 3.5G：FOMA (HSDPA/HSUPA) | 無線LAN、GPS、 Bluetooth 4.0、 FeliCa/NFC、ワンセグ、 NOTTV、赤外線通信                |
| SC-03E               | GALAXY S III α サムスン電子                             | 2012年12月5日 Android 4.1                                                                   | 3G：FOMA (W-CDMA) 2G：GSM | 3.9G : Xi 3.5G：FOMA (HSDPA/HSUPA) | 無線LAN、GPS、 Bluetooth 4.0、 FeliCa、ワンセグ                                        |
| 2013年春モデル       |                                                         |                                                                                             |                           |                                    |                                                                                        |
| P-02E                | ELUGA X パナソニック                                    | 2013年1月30日 Android 4.1                                                                   | 3G：FOMA (W-CDMA) 2G：GSM | 3.9G : Xi 3.5G：FOMA (HSDPA/HSUPA) | 無線LAN、GPS、 Bluetooth 4.0、 FeliCa/NFC、ワンセグ、 NOTTV、赤外線通信、 おくだけ充電 |
| SO-02E               | Xperia Z ソニーモバイル                                 | 2013年2月9日 Android 4.1                                                                    | 3G：FOMA (W-CDMA) 2G：GSM | 3.9G : Xi 3.5G：FOMA (HSDPA/HSUPA) | 無線LAN、GPS、 Bluetooth 4.0、 FeliCa/NFC、ワンセグ、 赤外線通信                       |
| F-02E                | ARROWS X 富士通                                         | 2013年2月22日 Android 4.1                                                                   | 3G：FOMA (W-CDMA) 2G：GSM | 3.9G : Xi 3.5G：FOMA (HSDPA/HSUPA) | 無線LAN、GPS、 Bluetooth 4.0、 FeliCa/NFC(決済不可)、ワンセグ、 NOTTV、赤外線通信      |
| L-04E                | Optimus G Pro LGエレクトロニクス                        | 2013年4月4日 Android 4.1                                                                    | 3G：FOMA (W-CDMA) 2G：GSM | 3.9G : Xi 3.5G：FOMA (HSDPA/HSUPA) | 無線LAN、GPS、 Bluetooth 4.0、 FeliCa/NFC、ワンセグ、 NOTTV、赤外線通信                |
| N-05E                | MEDIAS W NECカシオ                                      | 2013年4月18日 Android 4.1                                                                   | 3G：FOMA (W-CDMA) 2G：GSM | 3.9G : Xi 3.5G：FOMA (HSDPA/HSUPA) | 無線LAN、GPS、 Bluetooth 4.0                                                           |
| HW-03E               | Ascend D2 ファーウェイ                                  | 2013年5月8日 (ドコモ オンラインショップ) 2013年5月21日 (ドコモショップ・量販店) Android 4.1 | 3G：FOMA (W-CDMA) 2G：GSM | 3.9G : Xi 3.5G：FOMA (HSDPA/HSUPA) | 無線LAN、GPS、 Bluetooth 4.0、 FeliCa、ワンセグ NOTTV、赤外線通信                      |

当初docomo NEXT seriesとして発売予定だった第2期ドコモ スマートフォン
- GALAXY S4 SC-04E
- AQUOS PHONE ZETA SH-06E
- ARROWS NX F-06E

## 歴史
2011年（平成23年）
- 9月14日 - Xperia PLAY(SO-01D)を発表。但しこの時はまだ「ドコモ スマートフォン」としての発表であった。
- 10月18日 - シリーズとともにARROWS X LTE(F-01D)、ARROWS μ(F-07D)、GALAXY S II LTE(SC-03D)、MEDIAS LTE(N-04D)、MEDIAS PP(N-01D)、Optimus LTE(L-01D)、BlackBerry Bold 9900を発表。SO-01D及び2011年夏・秋モデル10機種のうち前述の4機種もこの時同シリーズに加えられる。
- 10月26日 - Xperia PLAY(SO-01D)発売開始。
- 11月24日 - GALAXY S II LTE(SC-03D)発売開始。
- 12月2日 - GALAXY NEXUS(SC-04D)発売開始。
- 12月9日 - MEDIAS PP(N-01D)発売開始。
- 12月15日 - Optimus LTE(L-01D)発売開始。
- 12月17日 - ARROWS X LTE(F-05D)発売開始。

2012年（平成24年）
- 1月20日 - ARROWS μ(F-07D)発売開始。
- 2月15日 - MEDIAS LTE(N-04D)発売開始。
- 2月24日 - Xperia NX(SO-02D)発売開始。
- 3月23日 - AQUOS PHONE(SH-06D)発売開始。
- 3月26日 - 一部の機種においてAndroid 4.0へのバージョンアップを発表。
- 3月29日 - P-04D発売開始。
- 3月30日 - BlackBerry Bold 9900発売開始。
- 4月6日 - GALAXY Note(SC-05D)発売開始。
- 6月28日 - GALAXY S III(SC-06D)発売開始。
- 6月29日 - SH-06D NERV、AQUOS PHONE ZETA(SH-09D)発売開始。
- 7月20日 - ARROWS X(F-10D)発売開始。
- 7月26日 - REGZA Phone(T-02D)発売開始。
- 8月3日 - Optimus Vu(L-06D)発売開始。
- 8月9日 - Xperia GX(SO-04D)発売開始。
- 8月10日 - ELUGA power(P-07D)発売開始。
- 8月30日 - L-06D JOJO、AQUOS PHONE sv(SH-10D)発売開始。
- 10月19日 - Optimus G(L-01E)発売開始。
- 11月16日 - GALAXY Note II(SC-02E)発売開始。
- 11月29日 - AQUOS PHONE ZETA(SH-02E)発売開始。
- 12月5日 - GALAXY S III α(SC-03E)発売開始。

2013年（平成25年）
- 1月30日 - ELUGA X(P-02E)発売開始。
- 2月9日 - Xperia Z(SO-02E)発売開始。
- 2月22日 - ARROWS X(F-02E)発売開始。
- 4月4日 - Optimus G Pro(L-04E)発売開始。
- 4月18日 - MEDIAS W(N-05E)発売開始。
- 5月8日 -  Ascend D2(HW-03E)ドコモ オンラインショップで先行発売開始。また、一部の機種においてAndroid 4.1/4.2へのバージョンアップを発表。
- 5月21日 - Ascend D2(HW-03E)発売開始。

## OSバージョンアップ

### Android 4.0
2012年3月26日にAndroid 4.0へのバージョンアップ対象機種と、検討している機種が発表された。2012年7月2日に発表以降、新たに販売されたGALAXY Noteのバージョンアップと、検討機種のXperia acro・PLAYのバージョンアップ見送りが発表された。
| 機種名                 | アップデート 実施予定発表 | 発表当初の アップデート 予定日 | アップデート 開始日 | 備考                                                                    |
| ---------------------- | ------------------------- | ------------------------------ | ------------------- | ----------------------------------------------------------------------- |
| GALAXY S II SC-02C     | 2012年3月26日             | 2012年7月以降                  | 2012年7月3日        | 最初のアップデートは7月4日に配信一時中断 、8月7日よりアップデート再開   |
| GALAXY Note SC-05D     | 2012年7月2日              | 2012年8月以降                  | 2012年9月6日        | 9月7日に機種単体のアップデートを一時中断、9月12日よりアップデート再開。 |
| AQUOS PHONE SH-06D     | 2012年3月26日             | 2012年7月以降                  | 2012年9月25日       | SH-06D NERVのアップデート開始日は別                                     |
| Optimus LTE L-01D      | 2012年3月26日             | 2012年7月以降                  | 2012年10月15日      | アップデートはパソコン経由でのみ可能。                                  |
| SH-06D NERV            | 2012年3月26日             | 2012年7月以降                  | 2012年10月23日      |                                                                         |
| GALAXY S II LTE SC-03D | 2012年3月26日             | 2012年7月以降                  | 2012年10月31日      |                                                                         |
| ARROWS X LTE F-05D     | 2012年3月26日             | 2012年7月以降                  | 2012年11月7日       |                                                                         |
| Xperia NX SO-02D       | 2012年3月26日             | 2012年7月以降                  | 2012年11月28日      | アップデートには300MB以上の空き容量が必要。                             |
| MEDIAS LTE N-04D       | 2012年3月26日             | 2012年7月以降                  | 2012年12月18日      |                                                                         |
| P-04D                  | 2012年3月26日             | 2012年7月以降                  | 2013年4月16日       | アップデートには300MB以上の空き容量が必要。                             |

- バージョンアップの検討はされたが見送り（2012年3月26日検討発表、2012年7月2日見送り発表）
  - Xperia PLAY SO-01D
  - Xperia acro SO-02C

### Android 4.1以降
2013年5月8日にAndroid 4.1/4.2へのバージョンアップ対象機種が発表された。
2013年8月6日にAndroid 4.2へのバージョンアップ対象機種にXperia Z SO-02Eが追加された。
2014年2月17日にAndroid 4.3へのバージョンアップ対象機種が発表されたが、NEXTシリーズではGALAXY S III α SC-03EとGALAXY Note II SC-02Eの2機種のみとなる。
2014年6月26日にAndroid 4.4へのバージョンアップ対象機種が発表されたが、NEXTシリーズではXperia Z SO-02Eのみとなる。
Android 4.1
| 機種名                  | アップデート 実施予定発表 | アップデート 開始日 | 備考 |
| ----------------------- | ------------------------- | ------------------- | --- |
| AQUOS PHONE ZETA SH-02E | 2013年5月8日              | 2013年6月3日        | アップデートにはmicroSDカードに900MB以上の空き容量が必要。                                                                                              |
| Optimus G L-01E         | 2013年5月8日              | 2013年6月5日        | アップデートには本体メモリまたはmicroSDカードに450MB以上の空き容量が必要。                                                                              |
| GALAXY S III SC-06D     | 2013年5月8日              | 2013年6月20日       | |
| Xperia GX SO-04D        | 2013年5月8日              | 2013年7月2日        | アップデートには本体メモリに500MB以上の空き容量が必要。 2013年3月28日に配信されたアップデートを実施しないとOSバージョンアップは不可。                   |
| AQUOS PHONE ZETA SH-09D | 2013年5月8日              | 2013年7月29日       | アップデートにはmicroSDカードに600MB以上の空き容量が必要。 8月6日にOSアップデートを一時中断、11月25日よりアップデート再開。                             |
| AQUOS PHONE sv SH-10D   | 2013年5月8日              | 2013年7月29日       | アップデートにはmicroSDカードに650MB以上の空き容量が必要。                                                                                              |
| GALAXY Note SC-05D      | 2013年5月8日              | 2013年8月5日        | Android 4.0バージョンアップ提供中。 |
| REGZA Phone T-02D       | 2013年5月8日              | 2013年11月5日       | アップデートには本体メモリまたはmicroSDカードに350MB以上の空き容量が必要。 2013年8月6日に配信されたアップデートを実施しないとOSバージョンアップは不可。 |

Android 4.2
| 機種名              | アップデート 実施予定発表 | アップデート 開始日 | 備考 |
| ------------------- | ------------------------- | ------------------- | --- |
| GALAXY NEXUS SC-04D | 2013年5月8日              | 2013年5月9日        | Android 4.1バージョンアップ提供中。 |
| ARROWS X F-10D      | 2013年5月8日              | 2013年11月6日       | アップデートには本体メモリまたはmicroSDカードに300MB以上の空き容量が必要。 2013年7月22日に配信されたアップデートを実施しないとOSバージョンアップは不可。 |
| Xperia Z SO-02E     | 2013年8月6日              | 2013年10月15日      | アップデートには本体メモリに500MB以上の空き容量が必要。 2013年4月23日に配信されたアップデートを実施しないとOSバージョンアップは不可。                    |

Android 4.3
| 機種名                | アップデート 実施予定発表 | アップデート 開始日 | 備考 |
| --------------------- | ------------------------- | ------------------- | ---- |
| GALAXY S III α SC-03E | 2014年2月17日             | 2014年4月17日       |      |
| GALAXY Note II SC-02E | 2014年2月17日             | 2014年4月17日       |      |

Android 4.4
| 機種名          | アップデート 実施予定発表 | アップデート 開始日 | 備考 |
| --------------- | ------------------------- | ------------------- | ---- |
| Xperia Z SO-02E | 2014年6月26日             | 2014年9月11日       |      |

## バッテリー
以下の端末ではバッテリーの取り外しができず、バッテリーの交換はドコモショップへの持ち込みで預かり修理となる。バッテリーの交換代金は以下の通り。ドコモプレミアクラブの修理代金サポートも対象外のため全額実費である。
- P-04D - 3,150円
- SO-02D・L-06D・L-04E - 8,925円
- SH-02E - 7,350円
- SO-02E - 9,345円

## ギャラリー

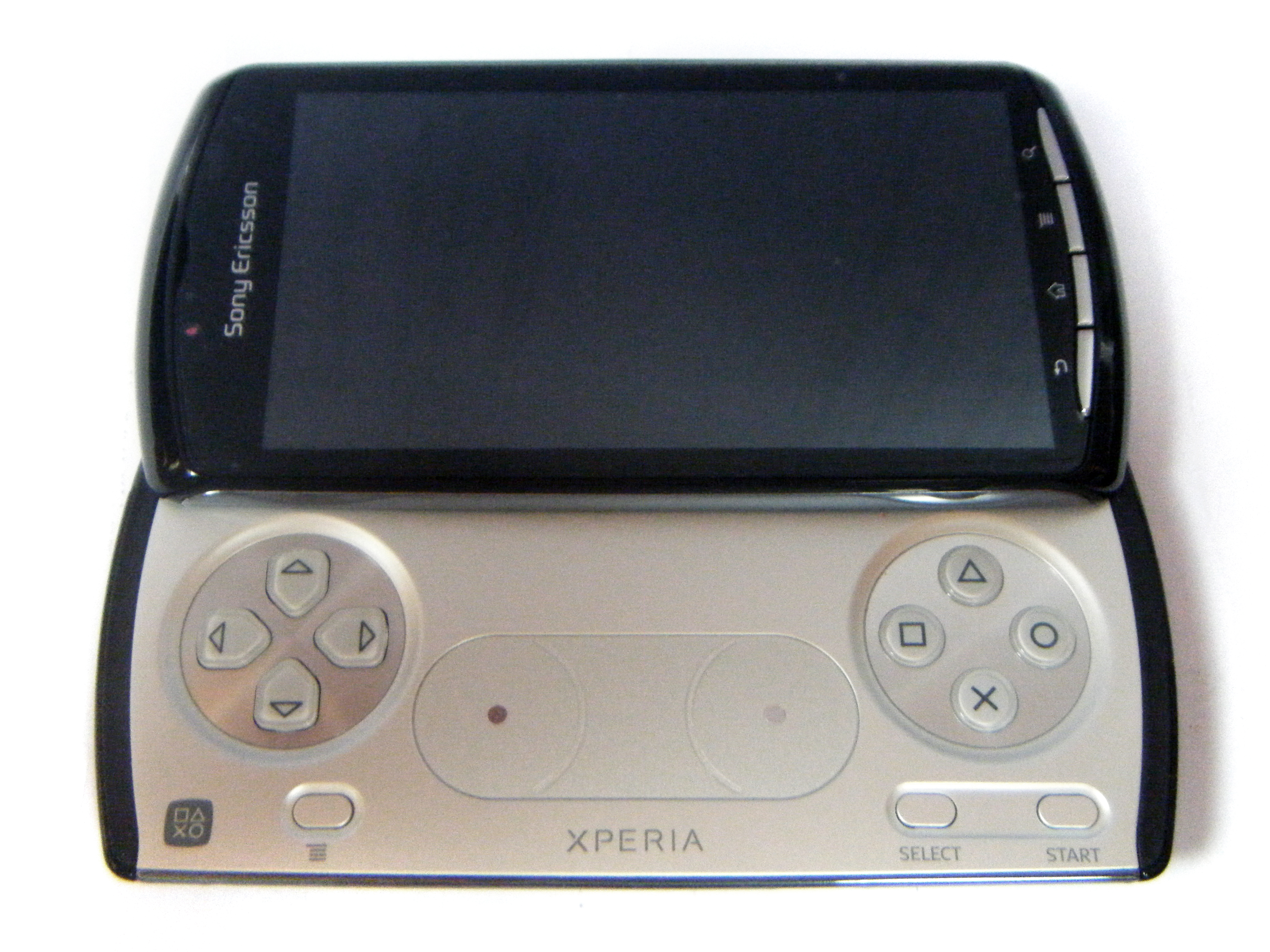
Xperia PLAY
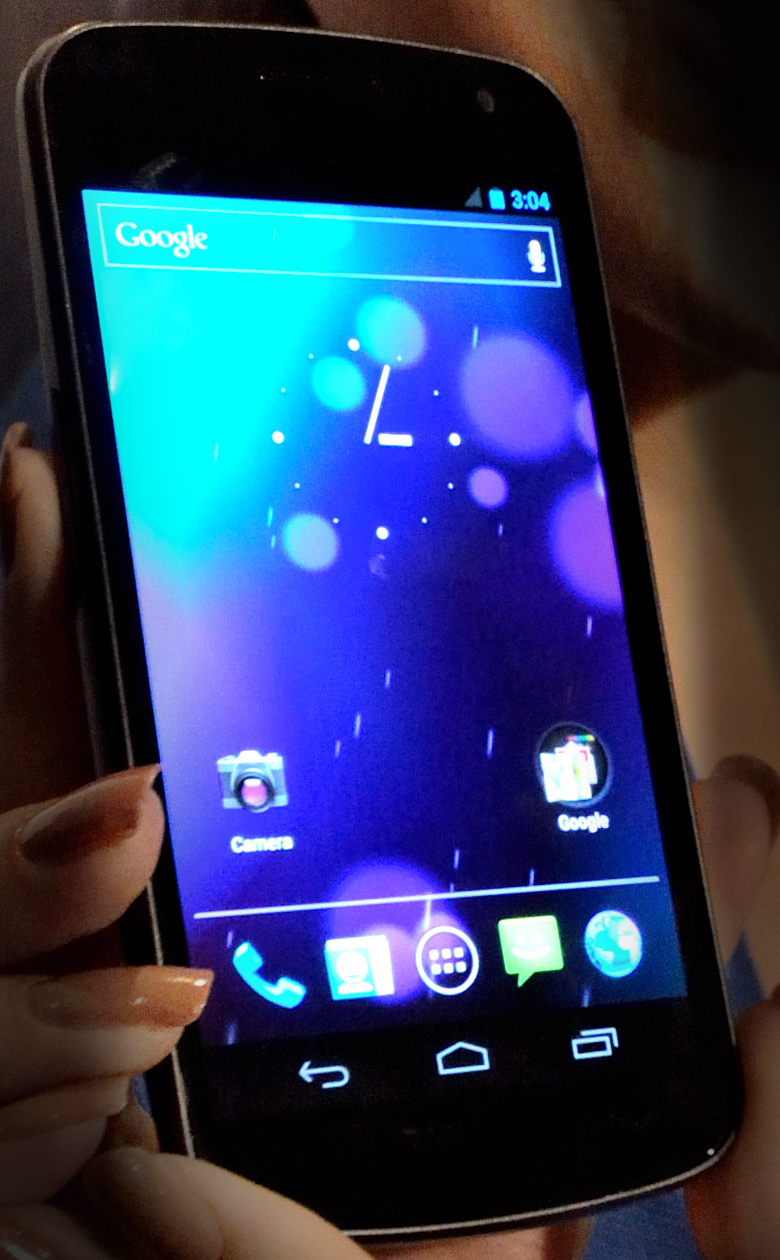
GALAXY NEXUS
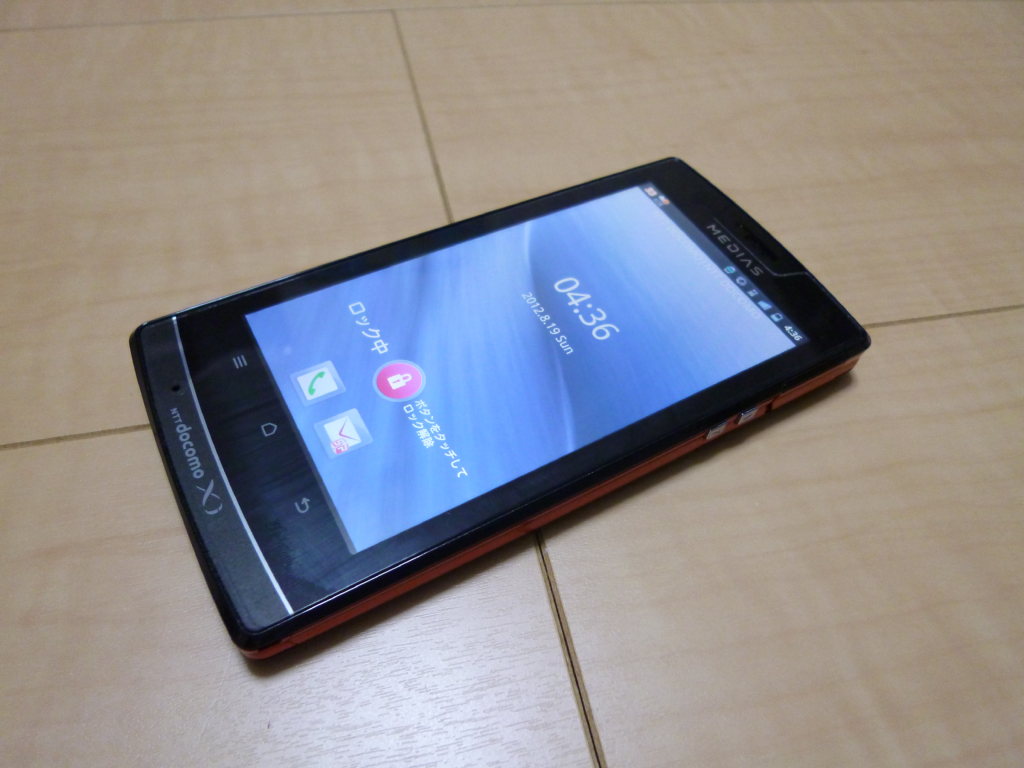
MEDIAS LTE
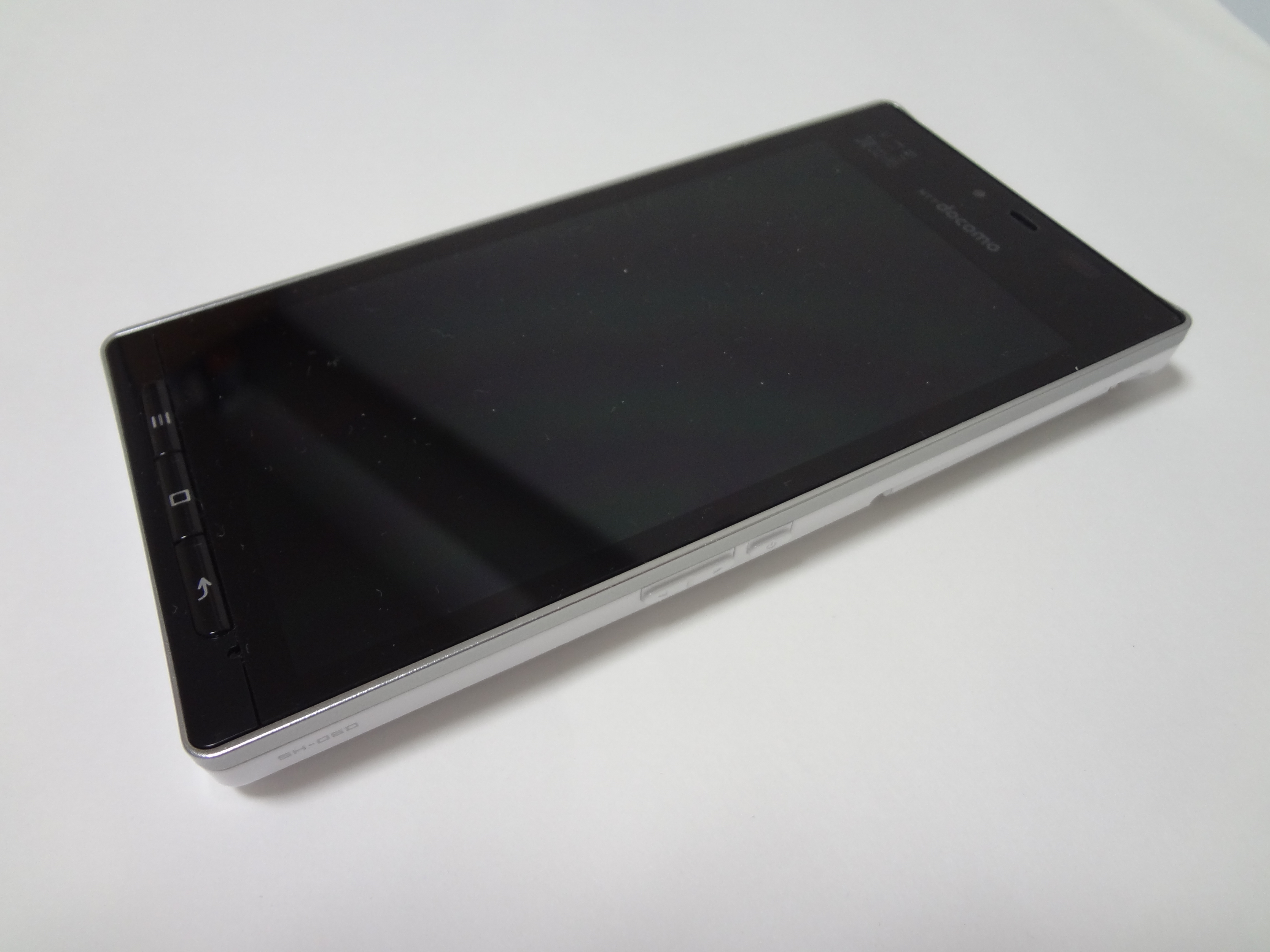
AQUOS PHONE SH-06D
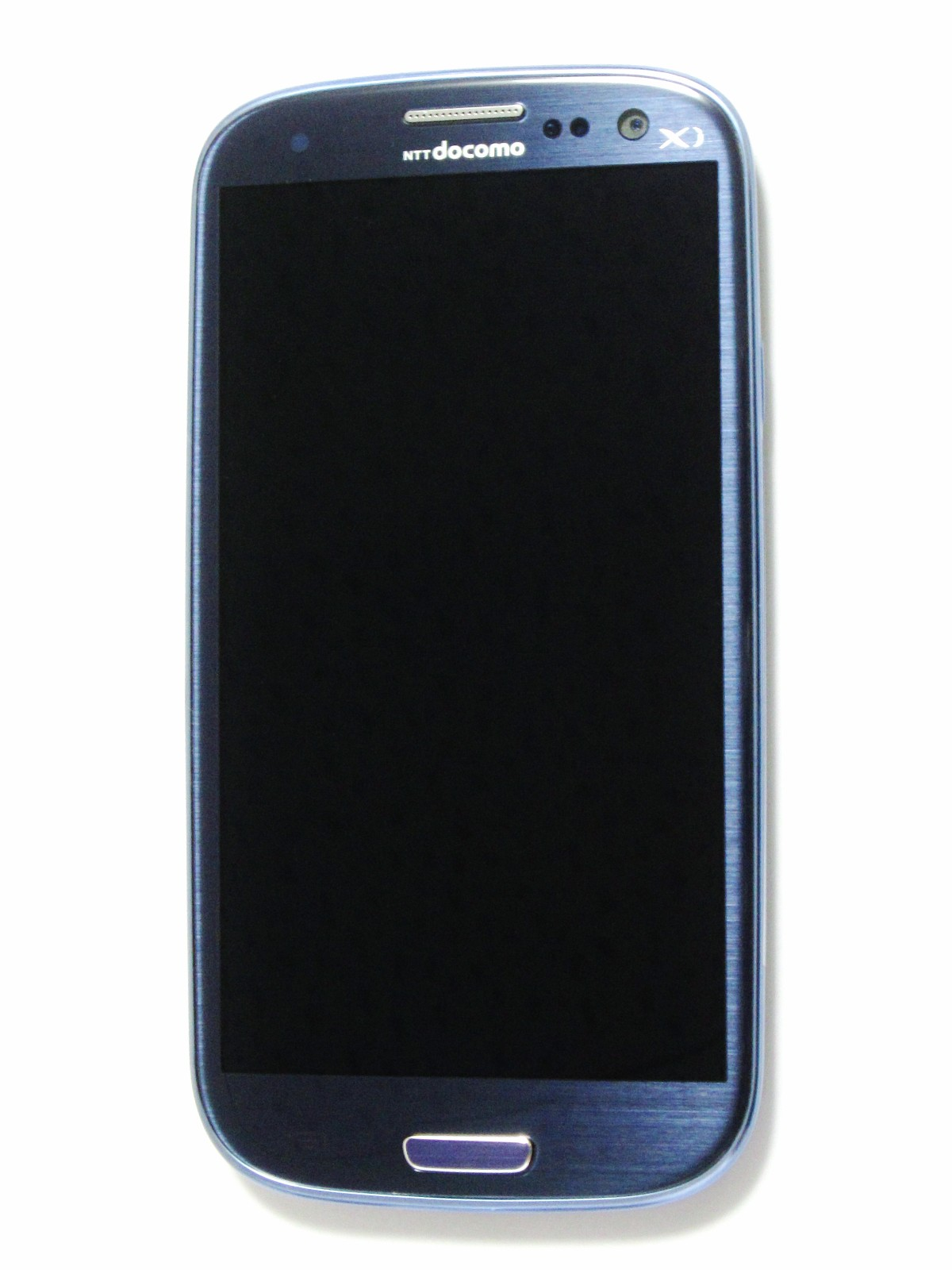
GALAXY S III
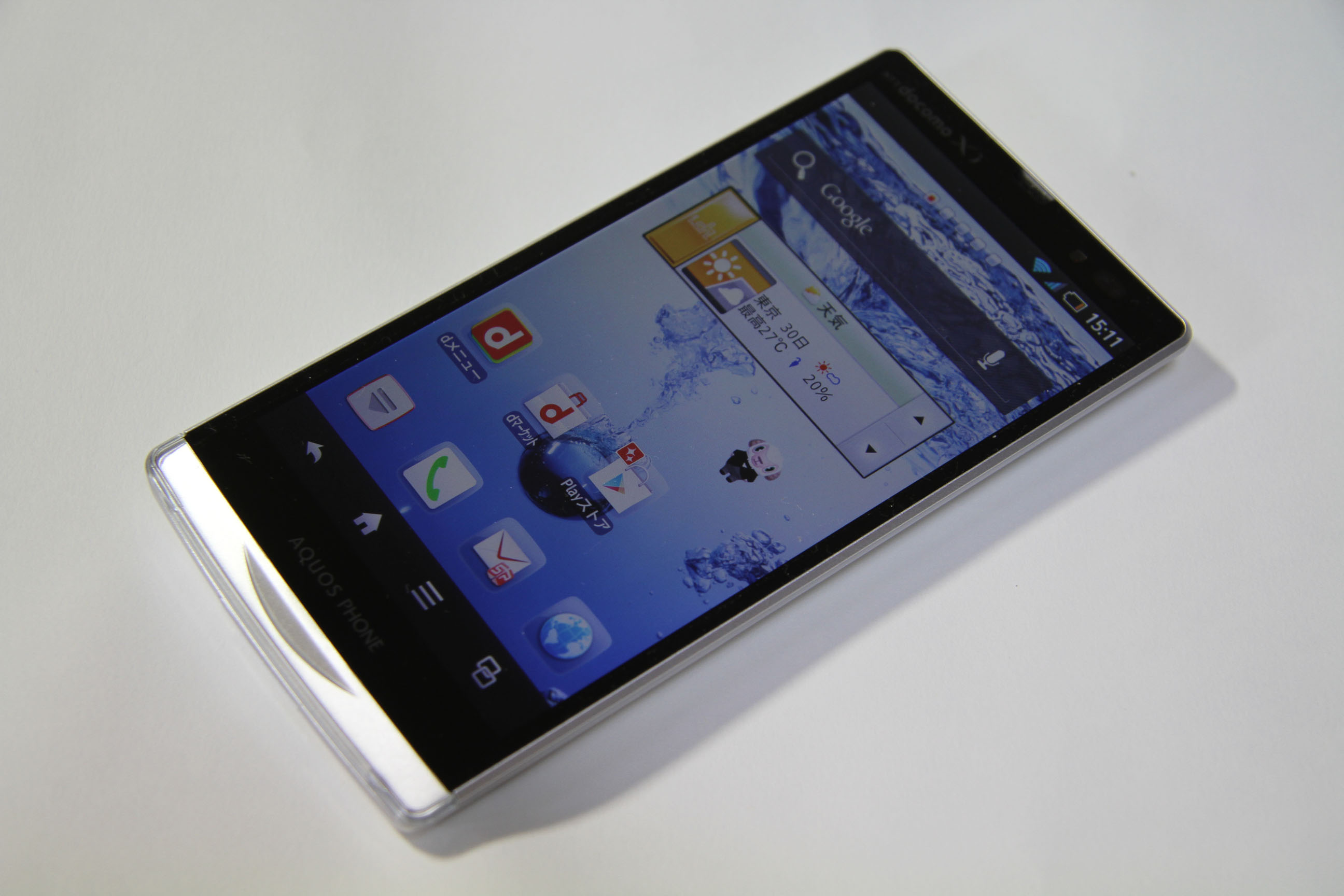
AQUOS PHONE ZETA SH-09D
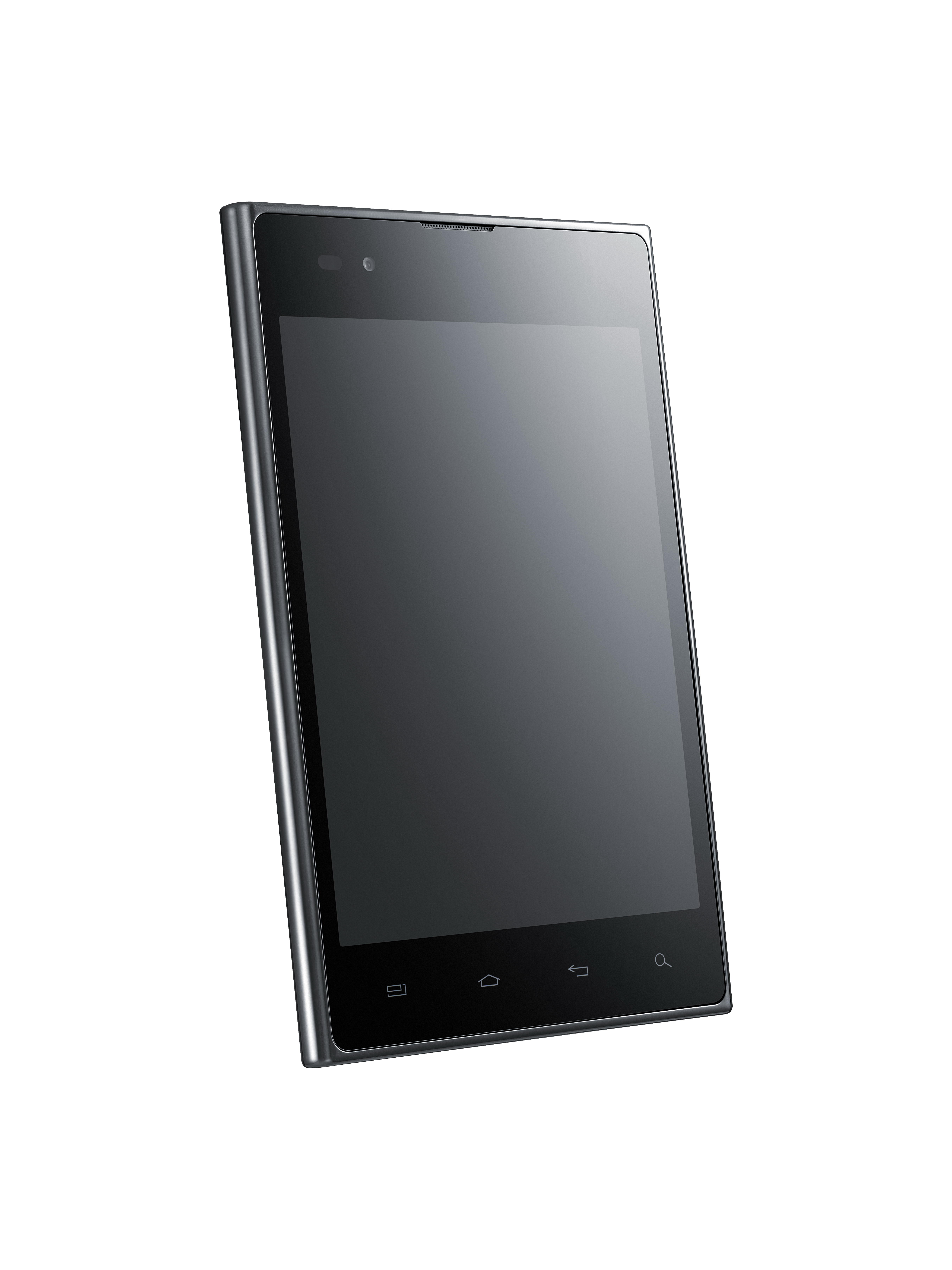
Optimus Vu
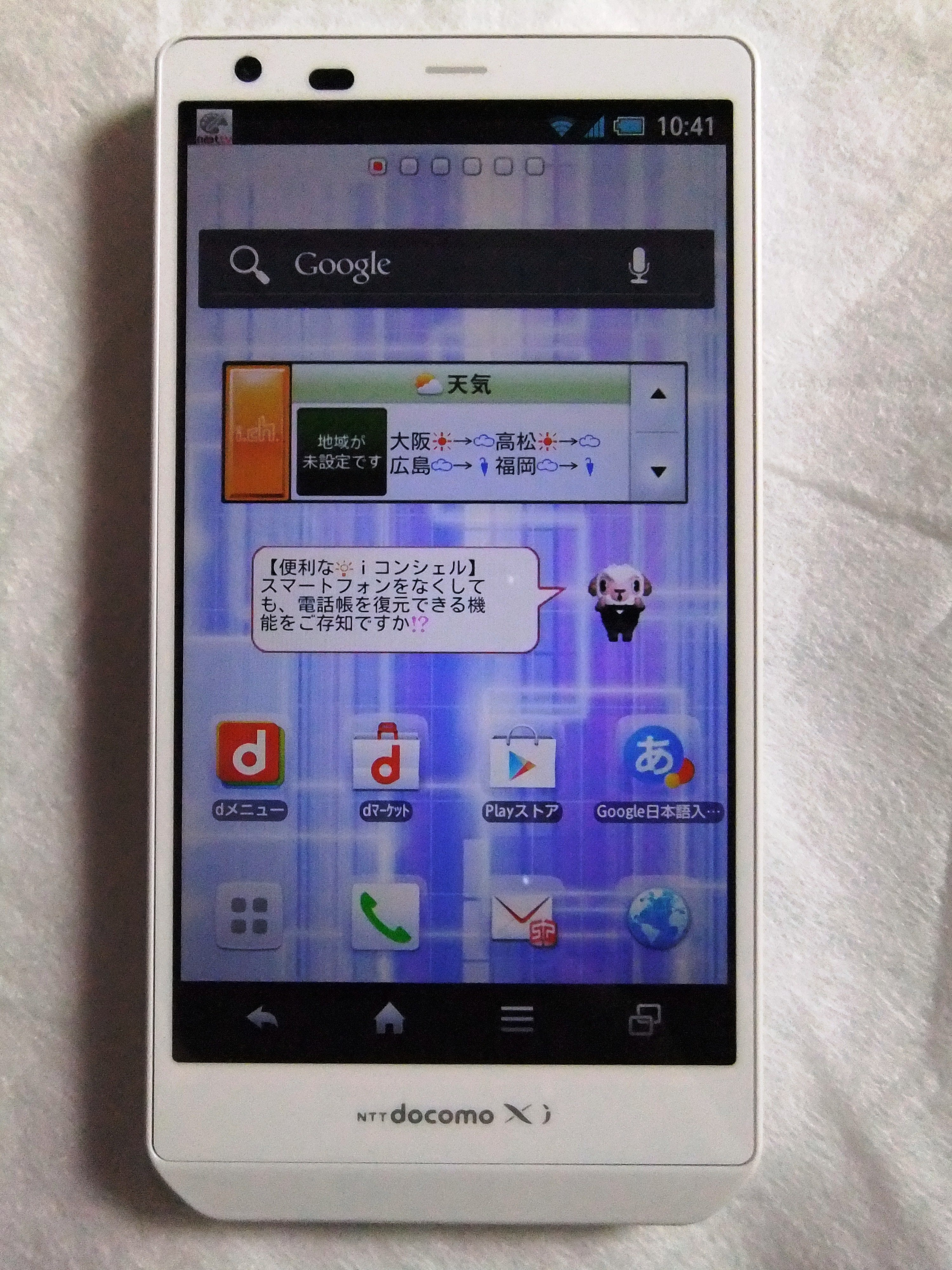
AQUOS PHONE ZETA SH-02E
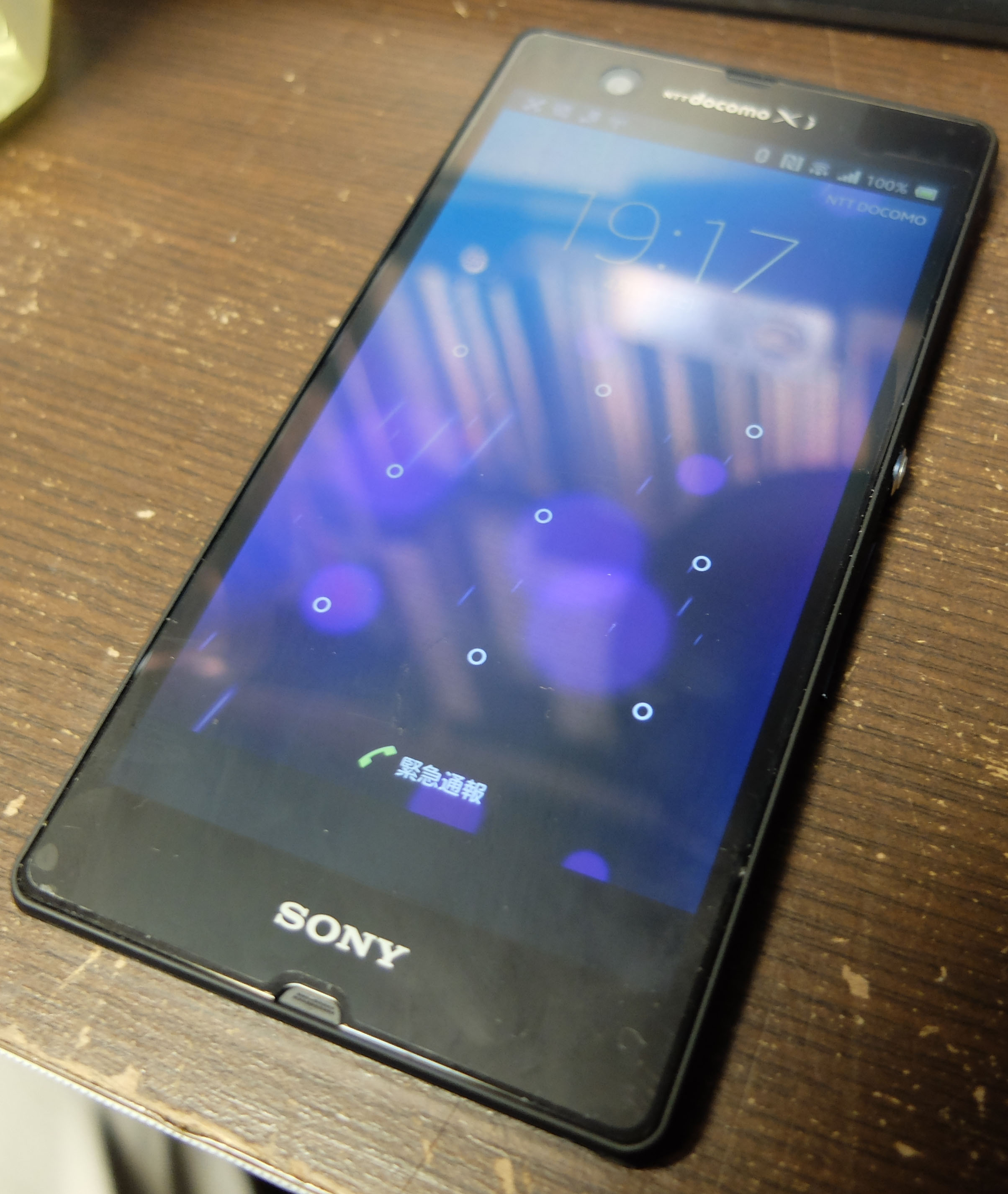
Xperia Z
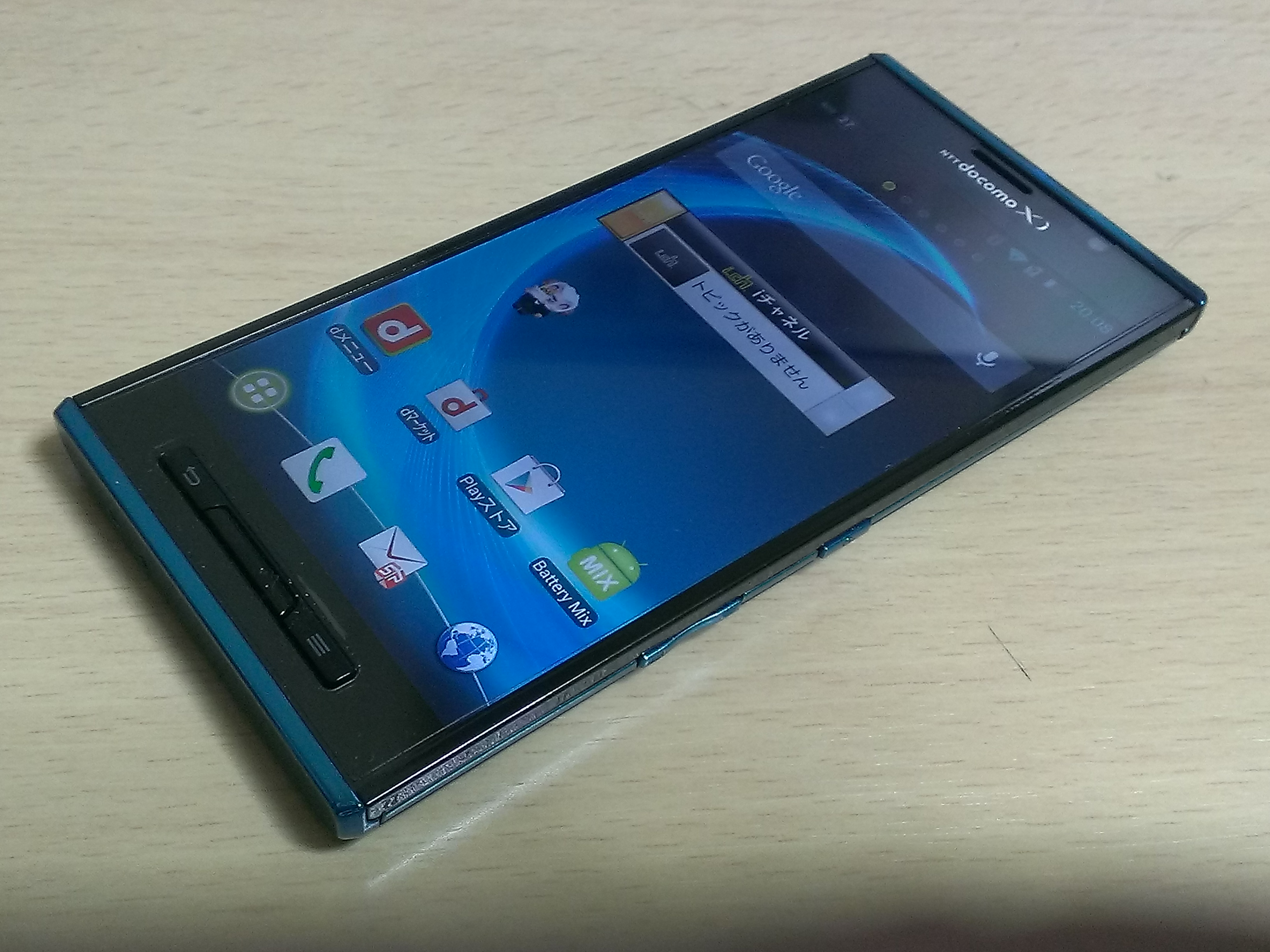
ELUGA X
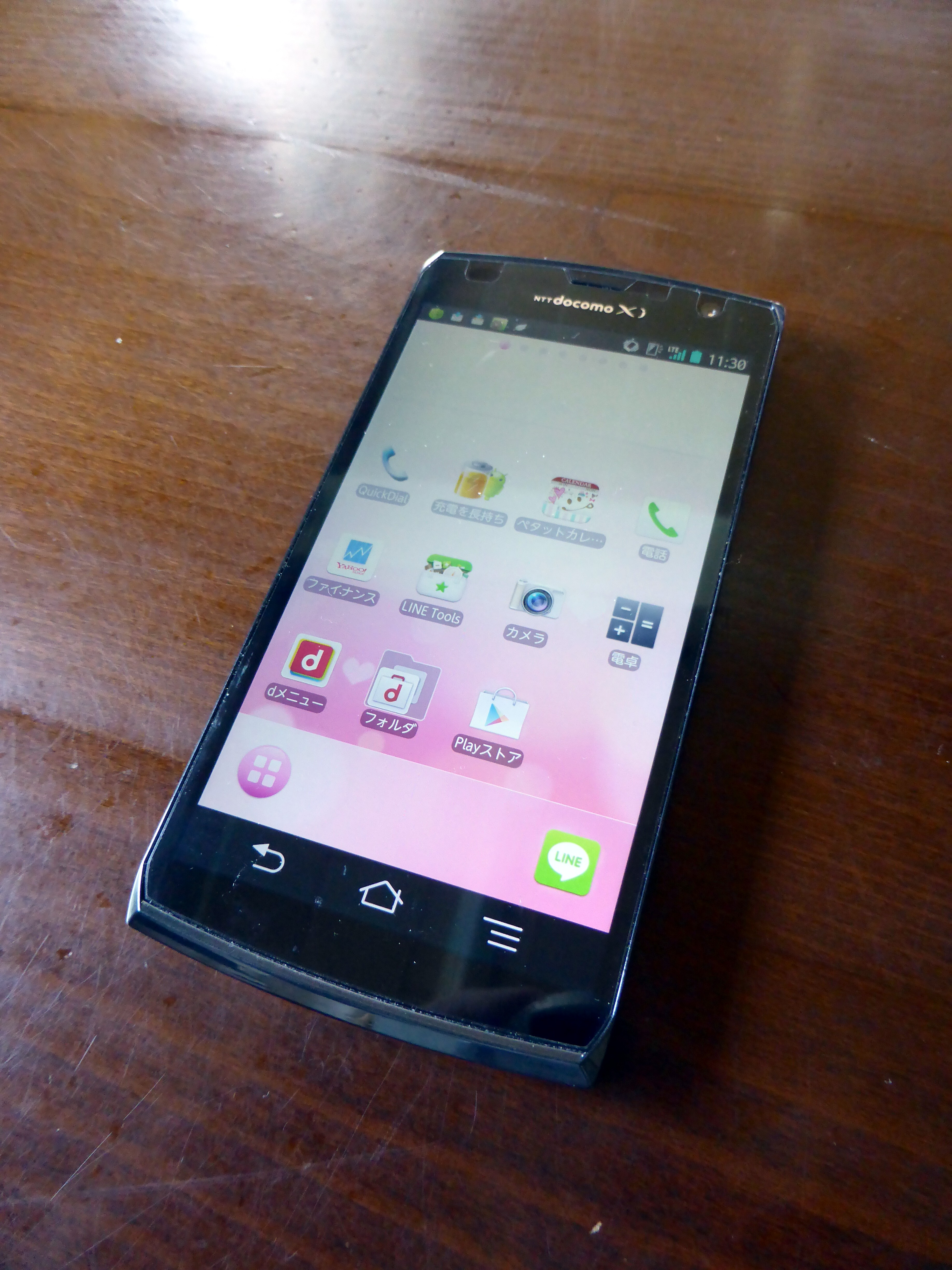
ARROWS X F-02E
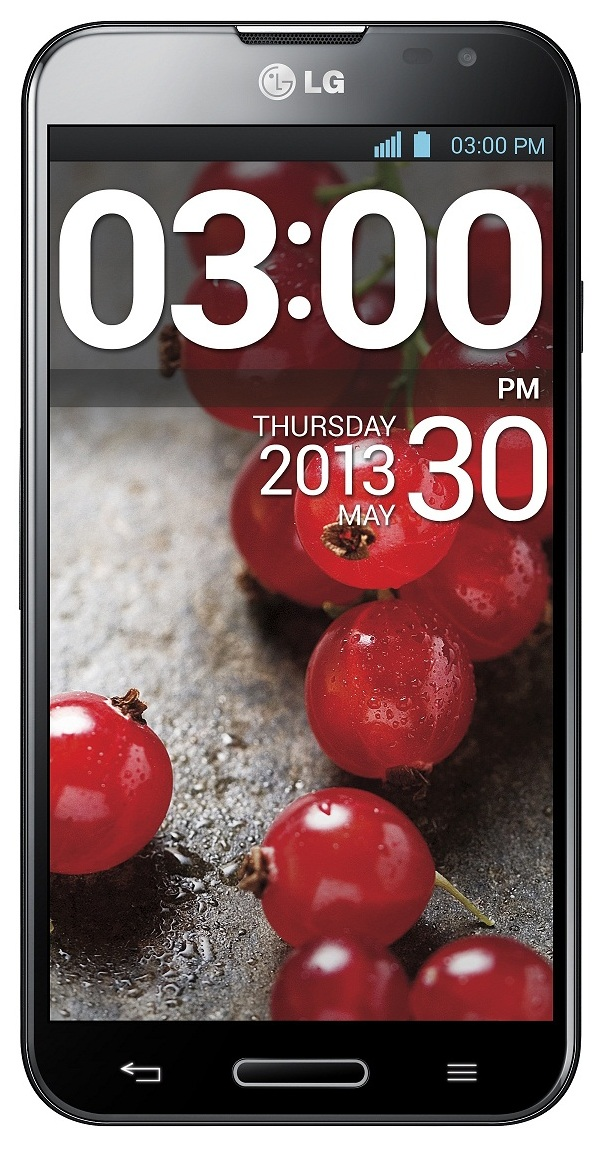
Optimus G Pro

## 脚註
1. ↑  ドコモ、2011年冬～2012年春モデルを発表（ケータイ Watch 2011年10月18日）
2. ↑  withの後継機種がNEXTから発売されたケースはL-07C→L-01D・T-01D→T-02D・HW-01E→HW-03E程度。
3. ↑  NEXTには「S」と「Note」があるが「Note」のスペックは「S」とほぼ同じ。
4. ↑  「docomo with series」「docomo NEXT series」「ドコモ タブレット」（18機種）の Android4.0へのバージョンアップについて NTTドコモ 2012年3月26日発表
5. ↑  ドコモ、スマホとタブレット18機種をAndroid 4.0にアップデート - ITmedia 2012年03月26日
6. ↑  ドコモからのお知らせ : 【3機種追加のお知らせ】「docomo with series」「docomo NEXT series」の AndroidTM4.0へのバージョンアップについて | お知らせ | NTTドコモ
7. ↑  F-08D／P-05D／SC-05Dは8月以降4.0に：ドコモ、F-12CとXperiaシリーズ4機種のAndroid 4.0バージョンアップを見送り - ITmedia +D モバイル
8. ↑  ドコモ、7月3日から「GALAXY S II SC-02C」をAndroid 4.0にアップデート - ITmedia 2012年7月3日
9. ↑  ドコモ、「GALAXY S II SC-02C」のAndroid 4.0バージョンアップを一時中断 - ITmedia 2012年7月4日
10. ↑  ドコモ、「GALAXY S II SC-02C」のAndroid 4.0バージョンアップを再開 - ITmedia 2012年8月7日
11. ↑  ドコモの「GALAXY Note」、Android 4.0に - ケータイWatch 2012年9月6日
12. ↑  ドコモの「GALAXY Note」、Android 4.0への単体更新を一時中断 - ケータイWatch 2012年9月7日
13. ↑  AQUOS PHONE SH-06Dの製品アップデート情報 | お客様サポート | NTTドコモ
14. ↑  Optimus LTE L-01Dの製品アップデート情報 | お客様サポート | NTTドコモ
15. ↑  ヱヴァスマホ「SH-06D NERV」がAndroid 4.0に - ケータイwatch 2012年10月23日
16. ↑  ドコモ、GALAXY S II LTE SC-03DをAndroid 4.0に - ケータイwatch 2012年10月31日
17. ↑  ARROWS X LTE F-05Dの製品アップデート情報 | お客様サポート | NTTドコモ
18. ↑  Xperia（TM） NX SO-02Dの製品アップデート情報 | お客様サポート | NTTドコモ
19. ↑  MEDIAS LTE N-04Dの製品アップデート情報 | お客様サポート | NTTドコモ
20. ↑  P-04Dの製品アップデート情報 | お客様サポート | NTTドコモ
21. ↑  ““ドコモからのお知らせ : Android(TM)4.1、Android(TM)4.2へのバージョンアップ予定製品について”. 2013年5月8日閲覧。
22. ↑  ““ドコモからのお知らせ : 【対象機種の追加】Android(TM)4.1、Android(TM)4.2へのバージョンアップ予定製品について”. 2013年8月6日閲覧。
23. ↑  ““ドコモからのお知らせ : Android(TM)4.3へのバージョンアップ予定製品について”. 2014年2月17日閲覧。
24. ↑  ““ドコモからのお知らせ : Android(TM)4.4へのバージョンアップ予定製品について”. 2014年8月17日閲覧。
25. ↑  AQUOS PHONE ZETA SH-02Eの製品アップデート情報 | お客様サポート | NTTドコモ
26. ↑  Optimus G L-01Eの製品アップデート情報 | お客様サポート | NTTドコモ
27. ↑  GALAXY S III SC-06Dの製品アップデート情報 | お客様サポート | NTTドコモ
28. ↑  Xperia(TM) GX SO-04Dの製品アップデート情報 | お客様サポート | NTTドコモ
29. ↑  AQUOS PHONE ZETA SH-09Dの製品アップデート情報 | お客様サポート | NTTドコモ
30. ↑  ドコモからのお知らせ : 「AQUOS PHONE ZETA SH-09D」のOSバージョンアップ一時中断のお知らせ | お知らせ | NTTドコモ
31. ↑  AQUOS PHONE sv SH-10Dの製品アップデート情報 | お客様サポート | NTTドコモ
32. ↑  GALAXY Note SC-05Dの製品アップデート情報 | お客様サポート | NTTドコモ
33. ↑  REGZA Phone T-02Dの製品アップデート情報 | お客様サポート | NTTドコモ
34. ↑  GALAXY NEXUS SC-04Dの製品アップデート情報 | お客様サポート | NTTドコモ
35. ↑  ARROWS X F-10Dの製品アップデート情報 | お客様サポート | NTTドコモ
36. ↑  Xperia(TM) Z SO-02Eの製品アップデート情報 | お客様サポート | NTTドコモ
37. ↑  GALAXY S III α SC-03Eの製品アップデート情報 | お客様サポート | NTTドコモ
38. ↑  GALAXY Note II SC-02Eの製品アップデート情報 | お客様サポート | NTTドコモ
39. ↑  XperiaTM Z SO-02Eの製品アップデート情報 | お客様サポート | NTTドコモ